# مجلة جاكين
جاكين هي مجموعة ثقافية ومجلة ودار نشر إسبانية. تأسست عام 1956، وهي واحدة من أقدم المجلات باللغة الباسكية. "جاكين" تعني "المعرفة" باللغة الباسكية والمجلة متخصصة في القضايا الاجتماعية والثقافية. أحد الأعضاء البارزين في جاكين هو الفيلسوف جوكس أزورميندي. حاليًا، رئيسة تحرير جاكين هي لوريا أجيري.

## التاريخ
قبل تأسيس المجلة عام 1956 كانت ياكين مجموعة ثقافية. كان الاسم الأول للمجلة هو Teologiaren Yardunak، وكتب فيها نيكولاس اورمايتكسيا وتكسلارديجي، من بين آخرين.
في عام 1969، حظر نظام فرانكو النشر؛ استؤنف النشر عام 1977. وخلال تلك الفترة بدأت جاكين في نشر الكتب. لعبت ياكين دورًا فعالًا في «زراعة» اللغة الباسكية، مما زاد من قدرتها على «التعبير عن المواضيع الصعبة».
وفي عام 2006، فازت المجلة بجائزة أرجيزايولا.

## روابط خارجية
الموقع الرسمي